# Hradecky-Brücke
Die Hradecky-Brücke (slowenisch: Hradeckega most) ist eine Fußgänger- und Fahrradbrücke über die Ljubljanica nahe dem Zusammenfluss mit der Gradaščica im Zentrum von Ljubljana, der Hauptstadt Sloweniens. Die Hradecky-Brücke ist die zweitälteste erhaltene Brücke in Ljubljana. Es handelt sich um eine gusseiserne Brücke aus der zweiten Hälfte des 19. Jahrhunderts und die einzige Brücke in Slowenien, die während ihres Bestehens zweimal von ihrer ursprünglichen Position versetzt wurde. Seit 2011 verbindet sie die Bezirke Center und Trnovo auf der Höhe von Krakovo miteinander. Am neuen Standort ist die Brücke nur noch für Fußgänger und Radfahrer vorgesehen.

## Beschreibung
Die Brücke ist eine der ersten Scharnierbrücken der Welt und die erste sowie einzige erhaltene Gusseisenbrücke in Slowenien. Sie gilt als eine der bedeutendsten Errungenschaften der slowenischen Technikgeschichte.

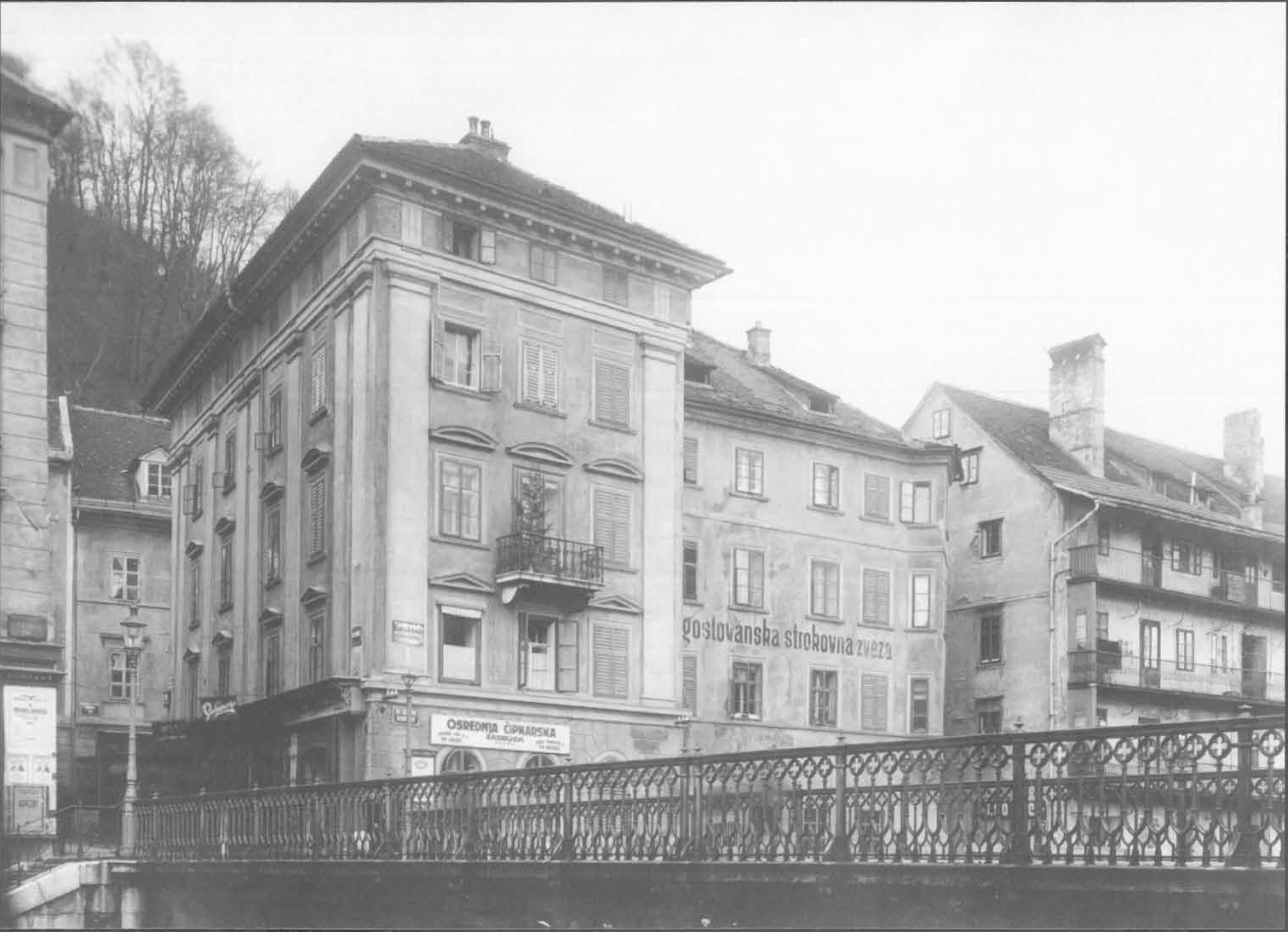
Die Hradecky-Brücke an ihrem ursprünglichen Platz der Schusterbrücke, 1925

## Geschichte
Mitte des 19. Jahrhunderts beschloss der Stadtrat von Ljubljana, die baufällige Schusterbrücke durch eine neue gusseiserne Brücke zu ersetzen. Sie wurde nach Plänen des Wiener Ingenieurs Johann Hermann in der Eisengießerei Auersperg in Dvor bei Žužemberk gegossen. Die vorgefertigten Elementen wurden von dort nach Ljubljana transportiert und auf der Baustelle mit Schrauben verbunden. Die Brücke wurde am 18. Oktober 1867 mit einer Fahrbahn aus Holz eröffnet und nach dem Bürgermeister Johann Nepomuk Hradecky (1820–1846) benannt. Der Name setzte sich aber nicht durch. Die Bürger benutzten weiterhin den Namen Schusterbrücke.
Um die heutige steinerne Schusterbrücke bauen zu können, ließ der Architekt Jože Plečnik 1931 die Hradecky-Brücke weiter flussabwärts an einen neuen Ort bei der damaligen Leichenhalle von Ljubljana verlegen (zwischen Zaloška cesta sowie Ob Ljubljanica und Poljanski nasip). Im Volksmund wurde diese Brücke Totenbrücke (Mrtvaški most) genannt.

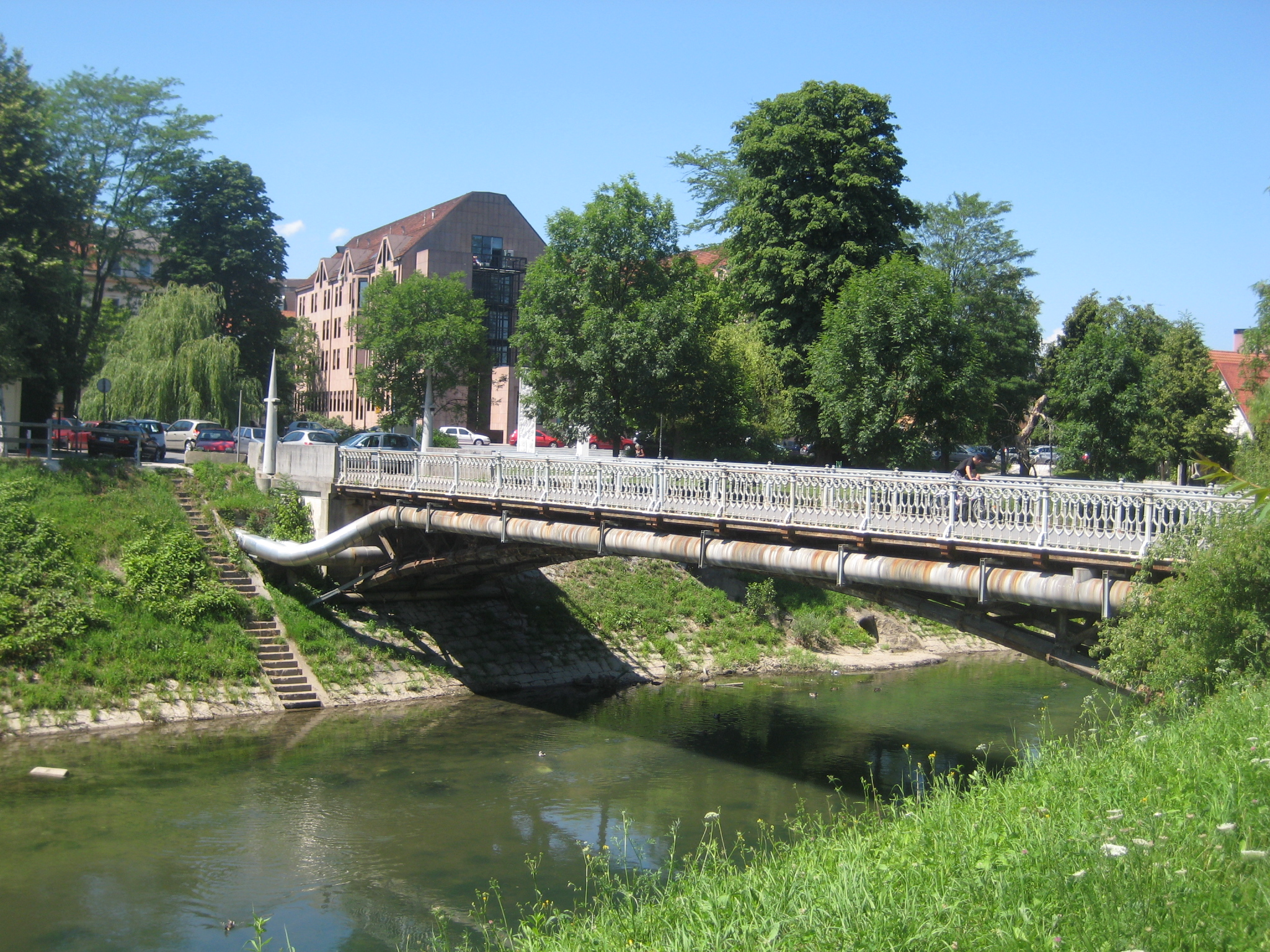
Die Brücke an ihrem zweiten Platz nahe dem Universitätsklinikum

Aufgrund der Alterung der Materialien und weil die Brücke auch von schwereren Kraftfahrzeugen befahren wurde (dafür war die Brücke nicht ausgelegt), war die Brücke Ende des 20. Jahrhunderts baufällig. 2004 wurde die Brücke für den Autoverkehr gesperrt.
Das Brückenbauwerk wurde im Februar 2010 von seinem Standort ab 1931 entfernt, restauriert. Anfang 2011 wurde sie an den neuen, dritten Standort versetzt und erhielt wieder den ihr ursprünglich zugedachten Namen – Hradeckega most. Sie ist unter der Nr. 365 als nationales Kulturdenkmal von Slowenien eingetragen.